# Nikola Eklemović
Nikola Eklemović (serbisch-kyrillisch Никола Еклемовић; in Ungarn auch Nikola Eklemovics; * 8. Februar 1978 in Belgrad) ist ein ehemaliger serbisch-ungarischer Handballspieler. Seine Körperlänge beträgt 193 cm.
Eklemović, der für den rumänischen Club HC Minaur Baia Mare (Rückennummer 24) spielt und für die ungarische Nationalmannschaft (Rückennummer 23) aufläuft, wird meist auf Rückraum Mitte eingesetzt.
Nikola Eklemović unterschrieb seinen ersten Profivertrag beim RK Partizan Belgrad. 1996 wechselte er zum Stadtrivalen RK Roter Stern Belgrad, wo er dreimal Meister und einmal Pokalsieger wurde. 1999 heuerte er erstmals im Ausland beim ungarischen Spitzenteam SC Szeged an. Dort blieb er zwar weitestgehend erfolglos, spielte sich selbst aber immer mehr ins Blickfeld des Serienmeisters KC Veszprém, der ihn 2004 auch verpflichtete. Mit den Männern vom Plattensee gewann er 2005, 2006 und 2008 die ungarische Meisterschaft sowie 2005 und 2007 den ungarischen Pokal. 2008 gewann er mit Veszprém den Europapokal der Pokalsieger. Am 12. Januar 2011 unterschrieb Nikola Eklemović einen Dreijahresvertrag mit Wisła Płock und spielte ab dem Sommer 2011 in Polen. 2011 war er für den katarischen al-Sadd Sports Club aktiv. Nach der Vizemeisterschaft 2014 verließ er den Verein. Anschließend unterschrieb er einen Vertrag beim rumänischen Erstligisten Minaur Baia Mare. Mit Baia Mare gewann er 2015 die Meisterschaft. Danach beendete er seine aktive Karriere und wurde Sportlicher Leiter bei HC Minaur Baia Mare.
Nikola Eklemović hat 14 Länderspiele für die serbisch-montenegrinische Nationalmannschaft bestritten. Mit seinem Herkunftsland nahm er an der Handball-Europameisterschaft 2004 teil, blieb sonst aber weitestgehend erfolglos. 2007 nahm Eklemović auch die ungarische Staatsbürgerschaft an, so dass er nach Ablauf der dreijährigen Sperrfrist nach einem Wechsel der Nationalität bei der Handball-Europameisterschaft 2008 für Ungarn auflaufen konnte.

## Belege
1. ↑  ihf.info, abgerufen am 21. September 2021
2. ↑  sport.interia.pl Nemanja Zelenović w Orlenie Wiśle Płock (polnisch) vom 27. Mai 2014, abgerufen am 29. Mai 2014
3. ↑  sport.interia.pl 28 lipca Orlen Wisła Płock zacznie przygotowania do sezonu (polnisch) vom 24. Juli 2014, abgerufen am 27. Mai 2015

| Personendaten    | Personendaten                        |
| ---------------- | ------------------------------------ |
| NAME             | Eklemović, Nikola                    |
| ALTERNATIVNAMEN  | Eklemovics, Nikola                   |
| KURZBESCHREIBUNG | serbisch-ungarischer Handballspieler |
| GEBURTSDATUM     | 8. Februar 1978                      |
| GEBURTSORT       | Belgrad                              |